# Tit Sexti Africà
Tit Sexti Africà (llatí: Titus Sextius T. f. T. n. Africanus) va ser un magistrat romà del segle i dC que va desenvolupar la seva carrera política durant els regnats de Claudi i Neró, carrera que va culminar l'any 59 quan va esdevenir cònsol sufecte. És ancestre de tota una nissaga de cònsols imperials de la gens Sèxtia, que al segle iii arribà a emparentar amb l'emperador Pupiè. Era fill de Tit Sexti Africà,[fr] senador i magistrat en temps d'August i Tiberi.
Va entrar dins el senat l'any 48, en temps de Claudi. Entre els anys 47 i 49 va festejar la jove aristocràtica Júnia Silana, però Agripina n'impedí el casament. Pel que fa a la seva carrera política, va ser membre del col·legi dels sacerdots arvals, i com a tal està testimoniat en les actes arvals entre els anys 50 i 66. L'any 59 assolí el consulat, juntament amb Marc Ostori Escàpula; aquesta informació és coneguda gràcies a una inscripció. L'any 61, Sexti va ser encarregat de dur a terme el cens de la Gàl·lia, juntament amb Volusi Saturní i Trebel·li Màxim. Sexti i Volusi mantenien una rivalitat forta, però major era encara l'odi que tenien envers Trebel·li; finalment, Sexti i Volusi esdevendrien consogres per mitjà del casament dels seus fills: Tit Sexti Magi Laterà, cònsol l'any 94, i Volúsia Cornèlia, que foren pares de Tit Sexti Corneli Africà, cònsol l'any 112.